# Memphis Belle
Memphis Belle (англ. Мемфіська красуня) — це Boeing B-17F Flying Fortress , що експлуатувався під час  Другої світової війни.  Це був один із перших важких бомбардувальників B-17 ВПС США, який виконав 25 бойових вильотів, після чого екіпаж повернувся зі своїм літаком до Сполучених Штатів, щоб в подальшому продавати військові облігації.  У 2005 році розпочалася реставрація «Мемфіської-красуні» у Національному музеї ВПС США на авіабазі Райт-Паттерсон в Дейтоні, штат Огайо, де її можна побачити з травня 2018 року. В честь літака було знято кілька фільмів: "Мемфіська Красуня: Історія літаючої фортеці" та "Мемфіська красуня".

## Екіпаж

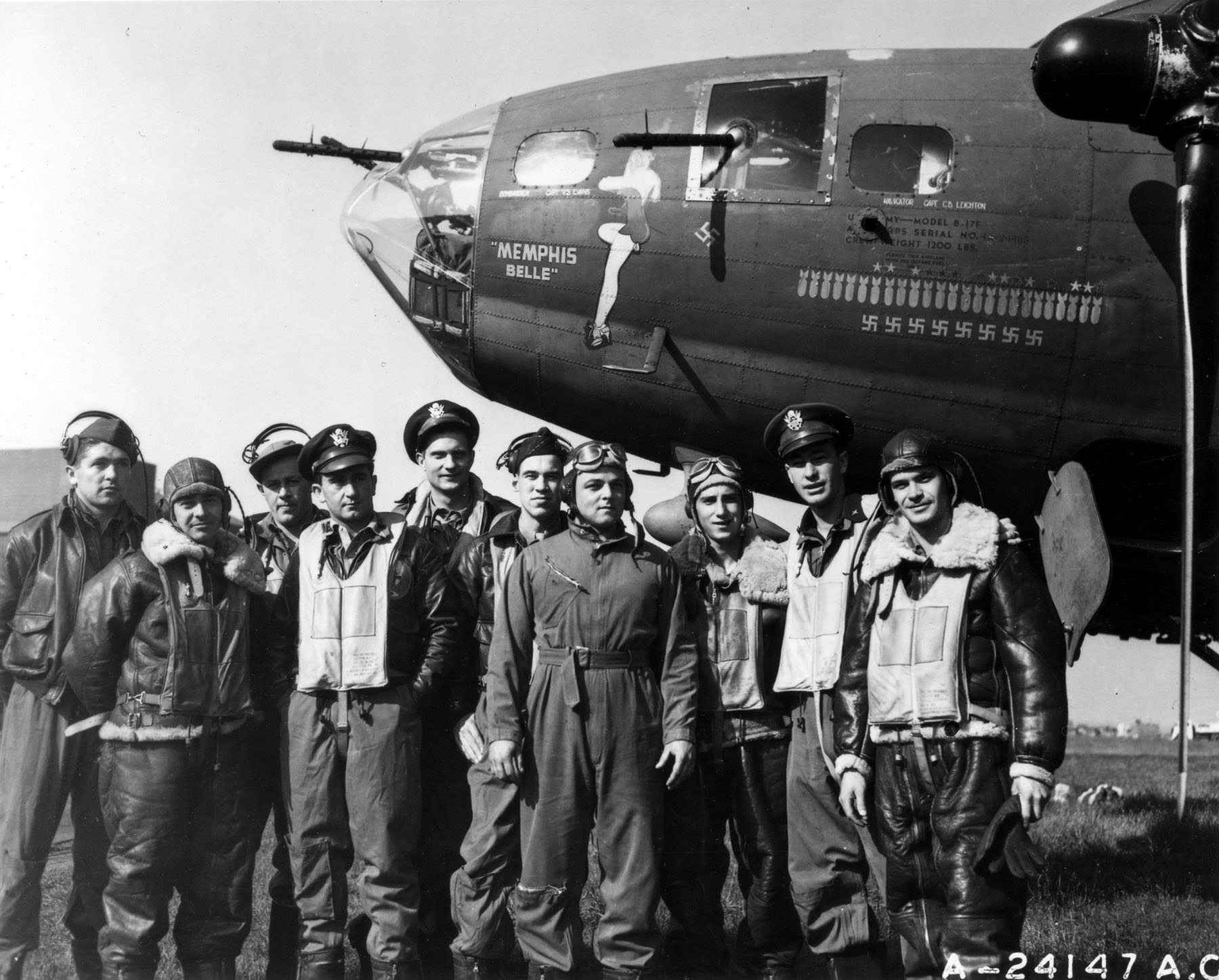
Екіпаж Мемфіської крамуні, зліва направо: сержант Гарольд П. Лох з Грін-Бей, штат Вісконсін, бортмеханік/найкращий бортовий стрілець; Штабний сержант Сесіл Х. Скотт з Алтуни, штат Пенсильванія, бортовий стрілець; сержант Роберт Дж. Хенсон з Уолла-Уолла, штат Вашингтон, радист; капітан Джеймс А. Верініс, Нью-Хейвен, Коннектикут, другий пілот; капітан Роберт К. Морган з Ешвілла, Північна Кароліна, пілот; капітан Чарльз Б. Лейтон з Лансінга, штат Мічиган штурман; Штабний сержант Джон П. Квінлан з Йонкерса, штат Нью-Йорк, хвостовий стрілець; Штабний сержант Казімер А. Настал з Детройта, штат Мічиган, стрілець; Капітан Вінсент Б. Еванс з Хендерсона, штат Техас, бомбардир і штабний сержант. Кларенс Е. Вінчелл з Оук-Парку, штат Іллінойс, стрілець.

Екіпаж Мемфіської красуні був таким:
- Пілот: капітан Роберт К. Морган

- Другий пілот: капітан Джеймс А. Верініс

- Штурман: капітан Чарльз Б. Лейтон

- Бомбардир: капітан Вінсент Б. Еванс

- Перший інженер/Найкращий стрілець турелі: Левіт «Леві» Діллон

- Другий інженер / найкращий стрілець турелі: Юджин Адкінс

- Третій інженер/Кращий стрілець турелі: Гарольд П. Лох

- Радист: Роберт Хенсон

- Навідник: Сесіл Скотт

- Правий стрілець: Е. Скотт Міллер

- Другий правий стрілець: Касмер А «Тоні» Настал

- Навідник лівої турелі: Кларенс Е. «Білл» Вінчелл

- Хвостовий стрілець: Джон П. Квінлан

- Капітан екіпажу: Джо Джамброне

- Талісман: Шотландський тер'єр Стука

## Бойова історія

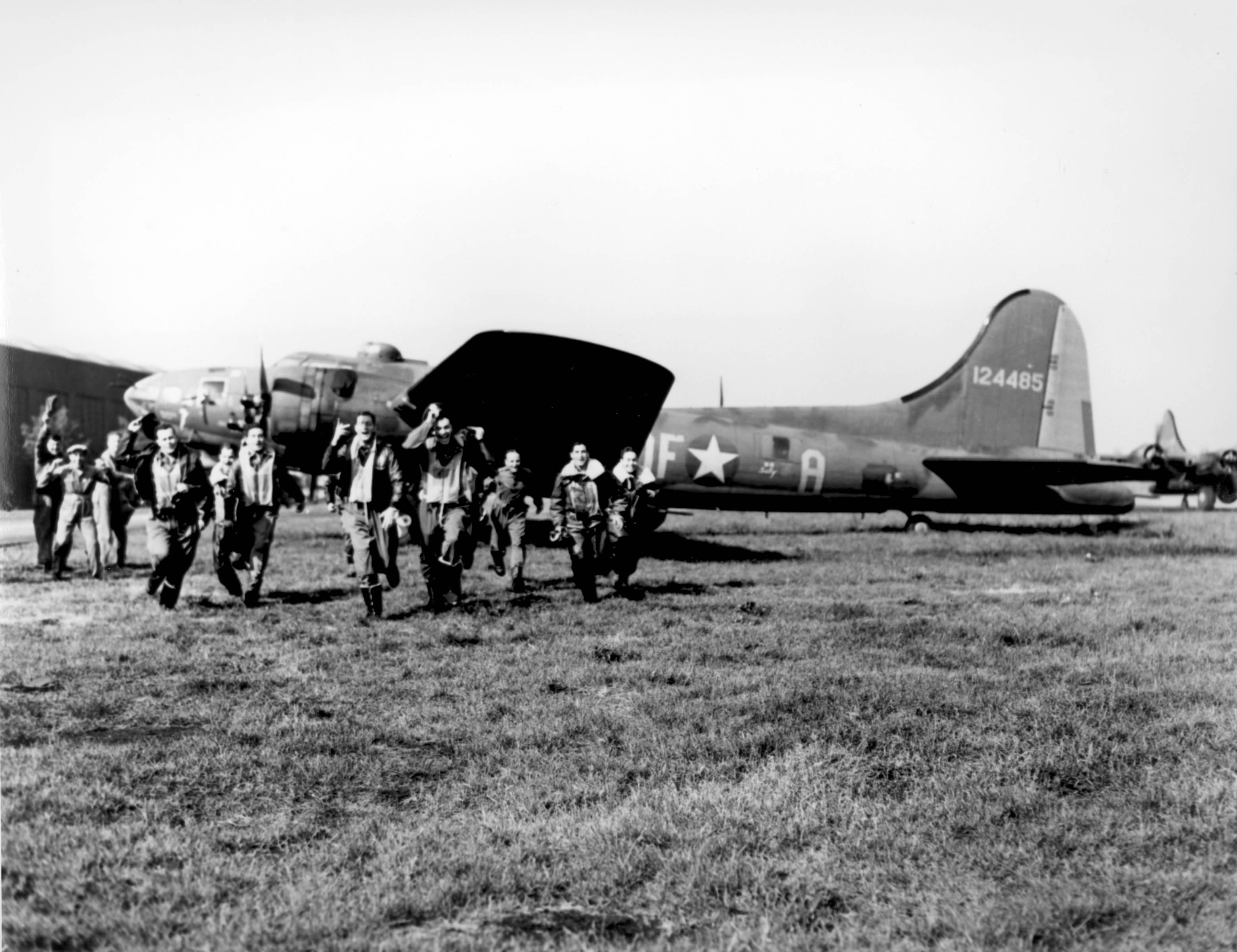
Літак повернувся зі свого 25-го бойового завдання. Усі члени екіпажу були нагороджені Хрестом льотних заслуг.

Літак "Мемфіська красуня" B-17F-10-BO виробництва компанії Boeing, серійний номер 3470, серійний номер ВПС США 41-24485, був переданий у війська 15 липня 1942 року і доставлений у вересні 1942 року до 91-ї бомбардувальної групи в Доу-Філд, Бангор, штат Мен.  30 вересня 1942 року він був розгорнутий у Прествіку Шотландія, 1 жовтня був перебазований на тимчасову базу в на аеродром Кімболтон, а потім 14 жовтня на свою постійну базу в Бейсінборн, Англія. На кожній стороні фюзеляжу були нанесені ідентифікаційні знаки підрозділу та літака B-17 324-ї бомбардувальної ескадрильї (важкої), з кодом ескадрильї «DF» та літерою окремого літака «A».
Екіпаж капітана Роберта К. Моргана здійснив 25 бойових вильотів у складі 324-ї бомбардувальної ескадрильї;  всі, крім чотирьох, були на літаку Memphis Belle.  25 бойових вильотів бомбардувальника, під час яких екіпажем загалом було збито вісім німецьких літаків були:
- 7 листопада 1942 – Брест, Франція

- 9 листопада 1942 – Сен-Назер, Франція

- 17 листопада 1942 р. – Сен-Назер, Франція

- 6 грудня 1942 – Лілль, Франція

- 20 грудня 1942 – Ромії-сюр-Сен, Франція

- 30 грудня 1942 – Лор’ян, Франція (літав лейтенант Джеймс А. Верініс)

- 3 січня 1943 р. – Сен-Назер, Франція

- 13 січня 1943 – Лілль, Франція

- 23 січня 1943 – Лор’ян, Франція

- 14 лютого 1943 – Хамм, Німеччина

- 16 лютого 1943 р. – Сен-Назер, Франція

- 27 лютого 1943* – Брест, Франція

- 6 березня 1943 – Лор’ян, Франція

- 12 березня 1943 р. – Руан, Франція

- 13 березня 1943 – Аббвіль, Франція

- 22 березня 1943 – Вільгельмсхафен, Німеччина

- 28 березня 1943 – Руан, Франція

- 31 березня 1943 р. – Роттердам, Нідерланди

- 16 квітня 1943 – Лор’ян, Франція

- 17 квітня 1943 – Бремен, Німеччина

- 1 травня 1943 р. – Сен-Назер, Франція

- 13 травня 1943 р. – Меольт, Франція (літав лейтенант К.Л. Андерсон)

- 14 травня 1943 – Кіль, Німеччина (літав лейтенант Джон Х. Міллер)

- 15 травня 1943 – Вільгельмсхафен, Німеччина

- 17 травня 1943 – Лор’ян, Франція[11]

- 19 травня 1943* – Кіль, Німеччина (літав лейтенант Андерсон)

Екіпаж Моргана виконав такі польоти на B-17, але не на Мемфіській Красуні:
- 4 лютого 1943 – Емден, Німеччина (на B-17 DF-H 41-24515 "Джессі Боунс")

- 26 лютого 1943 – Вільгельмсхафен, Німеччина (у B-17 41-24515)

- 5 квітня 1943 – Антверпен, Бельгія (у B-17 41-24480 "Погана Пенні)

- 4 травня 1943 р. – Антверпен, Бельгія (в B-17 41-24527, "Великий рябий птах")

8 червня 1943 року Мемфіська красуня повернулась до Сполучених Штатів з повним екіпажем, його очолив капітан Морган для подорожі по 31 місту. Другим пілотом Моргана був капітан Джеймс А. Верініс, який сам керував Красунею під час однієї місії.  Верініс згодом був підвищений до командира літака іншого B-17, для своїх крайніх 16 місій і завершив свій тур 13 травня того ж року.  Він знову приєднався до екіпажу Моргана як другий пілот для польоту назад до Сполучених Штатів.
Але Мемфіська красуня не була першим літаком який здійснив повний "тур" з 25 польотів, першим був B-17 "Демони Пекла" (41-24577) 303-ї бомбової групи, вони виконали його 13 травня 1943 року, ставши першими і випередивши на тиждень Мемфіську красуню.

## Походження імені
B-17 був названий на честь коханої пілота Роберта Моргана, Маргарет Полк, жительки Мемфіса, штат Теннессі.  Спочатку Морган мав намір назвати бомбардувальника просто "Крихітка", що було його улюбленим ім’ям для полка.  Після того як Морган і другий пілот Джим Верініс переглянули художній фільм "Жінка на ніч", у якому головна героїня володіє річковим човном "Memphis Belle", він запропонував це ім’я своєму екіпажу. Морган зв’язався з Джорджем Петті в офісі Ексвайр і попросив у нього малюнок у формі пін-ап до імені, який Петті надав із випуску журналу за квітень 1941 року.
Художник 91-ї групи, капрал Тоні Старсер, скопіював, а потім переніс малюнок "Petty girl" по обидві сторони передньої частини фюзеляжу, зображуючи її купальник синім кольором з лівого борту літака та червоним з правого борту.  Пізніше зображення носа включало 25 форм бомб, по одній для кожної місії, і вісім нацистських свастик, по одній на кожен німецький літак, збитий екіпажем.  Під вікнами місця для радиста на бомбардувальнику після виконання туру були нанесені трафаретами імена станцій та екіпажу.